# Софрино (предприятие)

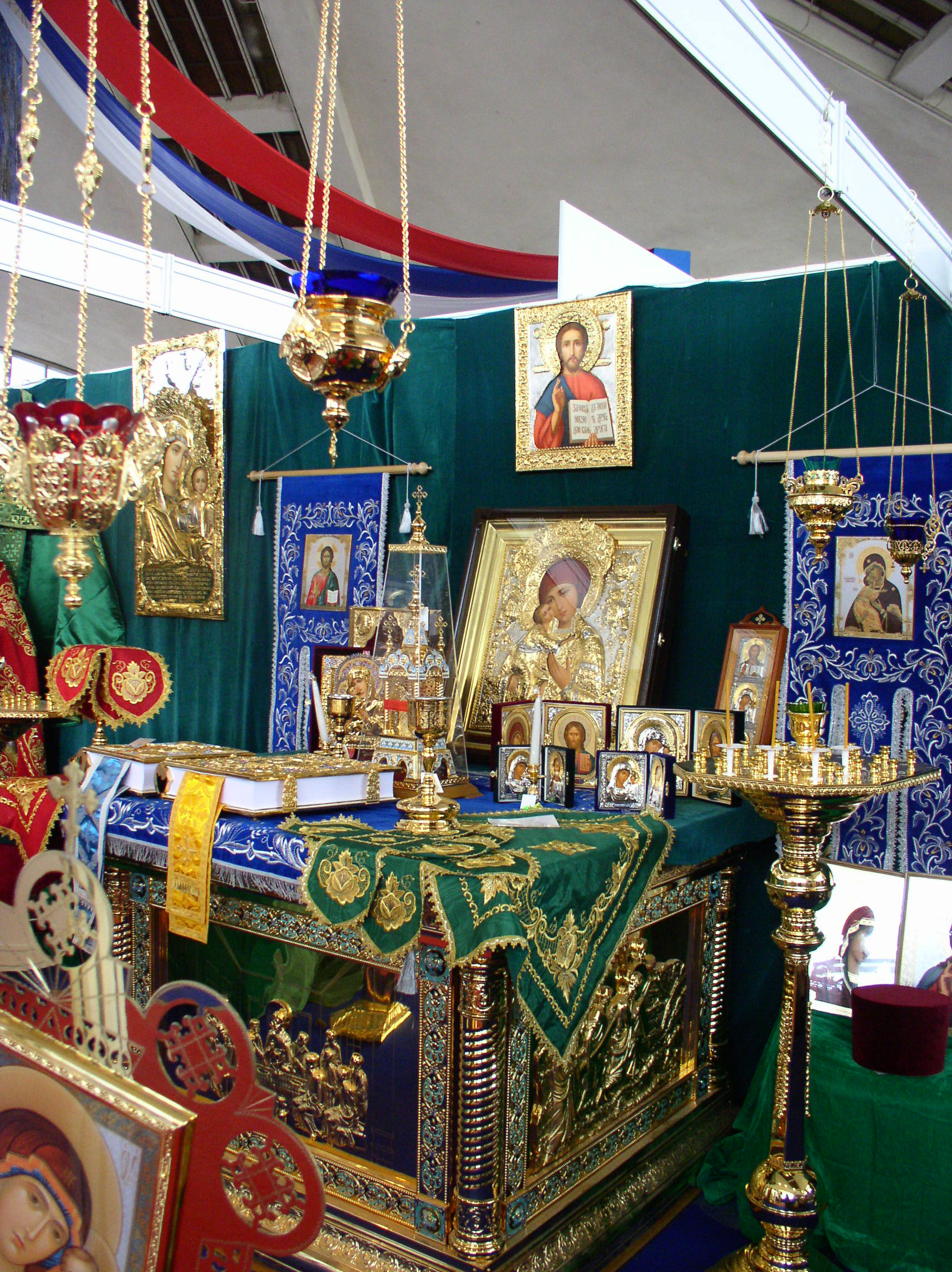
Продукция предприятия на выставке в Минске (2005)

«Со́фрино» — художественно-производственное предприятие по изготовлению церковной утвари и других предметов религиозного культа для нужд Русской православной церкви (ООО «ХПП „Со́фрино“ РПЦ»). Является главным поставщиком и одним из основных источников её доходов. Крупнейшее предприятие подобного рода в России. Располагается в подмосковном посёлке Софрино с 1980 года.

## История
В 1944 году в подвалах Успенской церкви, колокольне и подсобных помещениях московского Новодевичьего монастыря Московская патриархия начала обустройство мастерских по изготовлению свечей, икон, церковной утвари и швейных изделий. Свою работу они начали только в 1949 году. Штат предприятия составлял примерно 80 человек.
В 1961 году мастерские (кроме цеха икон) переехали в помещение плодоовощной базы, размещавшейся в подклете (цокольном этаже) храма Тихвинской иконы Божией Матери в Алексеевском. В это время создан участок ювелирных изделий, образована новая группа иконописцев. Сотрудников около 164, к 1980 году их стало 350.
После неоднократных обращений патриарха Пимена в Совет по делам религий, Совет министров СССР в лице председателя Алексея Косыгина выделил мастерским 3 гектара земли в Софрине для постройки завода церковной утвари. Руководителем строительства, начатого в 1975 году, был назначен Павел Булычёв, который стал и первым директором «Софрино». Возведены два производственных корпуса и корпус системы отопления. 15 сентября 1980 года состоялось торжественное открытие обновлённого предприятия. Ювелирный участок продолжил свою работу на прежнем месте до 1998—1999 года. В 1980-х годах насчитывалось около 700 сотрудников.
С 1987 до 2018 года предприятием руководил Евгений Пархаев. К 1988 году (празднованию 1000-летия Крещения Руси) значительно увеличены объёмы производства и площадь предприятия. В 1991-м построен двухэтажный корпус столярного участка для иконного цеха. В 1992-м — ещё один производственный шестиэтажный корпус, в котором разместился швейный и инструментальный цех, участки иконного, литейного и иконописного цеха, фотолаборатория и дизайнерское бюро. Стало доступно выполнение индивидуальных заказов. Построен трёхэтажный корпус типографии и семь ангаров под склады и гараж. К 2000 году занимаемая площадь земли достигла 18 гектар. Количество сотрудников в 2000—2008 годах увеличилось с двух с половиной до трёх тысяч человек.
Предприятию долгое время удавалось успешно вести свою деятельность благодаря статусу монополиста на рынке церковных товаров, однако примерно с 2014 года оно начало испытывать нарастающие финансовые трудности из-за насыщения рынка, возрастающей конкуренции и внутреннего противостояния между руководством «Софрино» и финансово-хозяйственным управлением Московской патриархии за влияние на рынок сбыта и финансовые потоки предприятия.
Снятие с должности директора Пархаева в конце июля 2018 года сопровождалось присутствием на фабрике сотрудников МВД, инициированным архиепископом Сергием (Чашиным) с целью «сохранности имущества и структурных подразделений». В августе 2020-го Священный синод Русской православной церкви утвердил нового генерального директора — митрополита Меркурия (Иванова), который находился в этой должности как исполняющий обязанности с октября 2019 года. С 17 апреля по 8 ноября 2021 года исполняющий обязанности генерального директора архимандрит Илия (Руднев). С 8 ноября 2021 года исполняющий обязанности генерального директора — Андрей Потёмкин.

## Храм
В 1980 году для работников «Софрино» построен домовый храм, освящённый во имя преподобного Серафима Саровского. В 1989—1991 годах его настоятелем был епископ Орехово-Зуевский, викарий Московской епархии Алексий (Фролов). К началу 1990-х небольшой храм перестал вмещать всех желающих по причине увеличения штата предприятия, поэтому было принято решение о строительстве нового домового храма, освящение которого состоялось 5 мая 1997 года.

## Продукция
По состоянию на 2007 год предприятие выпускало более 3 тысяч наименований различных изделий: иконостасы, мебель для храма, настенную и напольную церковную утварь (аналои, киоты, панихидные столы), ограды на солею, паникадила, престолы и ювелирные изделия (блюда, иконы и оклады к ним, кадила, дароносицы и дарохранительницы, кресты, лампады, пасхальные яйца и потиры). Швейный цех изготавливает возду́хи, облачения для священнослужителей, плащаницы, декорированные лицевым и орнаментальным шитьём, покровы, скрижали и хоругви.
Известные изделия
Серебряный оклад, изготовленный в 1994 году мастерами «Софрино», украшает чудотворную Боянскую икону Божией Матери. В 2009 году ими был создан позолоченный оклад, украшенный разноцветным жемчугом, для чудотворной Корсунской иконы Божией Матери, расположенной в нижнем приделе Богоявленского храма во имя Царственных мучеников в Усмани.
Художница «Софрино» М. А. Рожкова (Масленникова) в 1997 году создала миниатюрный образ «Святого Сергия Радонежского Чудотворца, с житием», выполненный в технике ростовской финифти. В этой же технике другой художник предприятия С. В. Минько в 1998 году создал ещё одну миниатюру «Святой Сергий Радонежский», образцом которой послужил вышитый покров Сергия 1420-х годов.

## Директора
- Павел Булычёв (1975—1987)
- Евгений Пархаев (1987 — 29 июля 2018)
- Григорий Антюфеев (2018—2019)
- митрополит Меркурий (Иванов) (18 октября 2019 — 17 июня 2021)
- архимандрит Илия (Руднев) (17 апреля — 8 ноября 2021)
- Андрей Потёмкин (с 8 ноября 2021 года)